# チョ・スンヨン
チョ・スンヨン（朝: 조승연、中: 曹承衍、英: Cho Seungyoun、1996年8月5日 - ）は、韓国の歌手、ダンサー、ラッパー、作詞作曲家。2017年まで活動していた「UNIQ」の元メンバー。2019年から2020年まで活動していた「X1」の元メンバー。2018年より「Luizy」から「WOODZ」へ活動名を変更し、作詞作曲を手がけソロ活動をしている。EDAMエンターテインメント所属。身長183cm、中国語と英語、ポルトガル語が話せる。

## 経歴

### デビュー前、UNIQ、Luizy、WOODZ （～2018年）
1996年8月5日、京畿道城南市盆唐区で誕生。小学校卒業後の二年間はブラジルにサッカー留学、その後フィリピンに語学留学をした。フィリピンから帰国後に、時期は不明なもののMBKエンターテインメント練習生を経てYGエンターテインメントのオーディションに合格し、2014年にYUE HUA Entertainment所属の中韓合同5人組男性アイドルグループ「UNIQ」でデビュー。デビューと同時にYGからYUE HUAへ移籍した。「UNIQ」でのポジションは、メインラッパー、サブボーカルであった。
2016年5月には、韓国に空前のヒップホップブームを巻き起こした「SHOW ME THE MONEY」のシーズン５に参加したが、3次予選で脱落した。アメリカ予歴代最多応募者数の中で勝ち残ったグローバルラッパーたちによるハイレベルな戦いだった。
2016年7月以降の限韓令によって「UNIQ」の活動が困難となり、2017年に「UNIQ」は活動を中断し、スンヨン含むメンバー5人はソロ活動へ専念することとなった。UNIQ以外の活動では「Luizy」という名前でソロ活動を行っていた。
2018年より「WOODZ」へソロ活動名義を変更した。

### 2019年
- 5月3日～7月19日、YUE HUA所属の練習生としてMnetのオーディション番組「PRODUCE X 101」に出演。最終順位5位で「X1」のデビューメンバーに選抜される。
- 8月27日、ミニアルバム『비상(飛翔): QUANTUM LEAP』でデビュー[2]。活動期間は5年（専任期間2年半、兼任期間2年半）。

### 2020年
- 1月6日、X1解散[3]（解散後も「WOODZ」名義でソロ活動を続ける）。
- 6月29日、1stミニアルバム「EQUAL」をリリース[4][5]。「EQUAL」発売記念ショーケースを開催[6]。8月にはタイのファンと｢EQUAL｣ 発売記念単独オンラインイベントを開催した[7]。同イベントは新型コロナウイルスの感染拡大防止とソーシャルディスタンスに合わせて、非対面でZOOMを通じてビデオチャット形式での開催となった。
- 9月27日、初のオンラインコンサート「2020 WOODZ: NOT JUST A CONCERT - W BOX」を開催[8]。
- 11月17日、2ndミニアルバム「WOOPS!」をリリース[9][10]。

### 2021年
- 3月15日、シングルアルバム「SET」をリリース。
- 10月5日、3rdミニアルバム「ONLY LOVERS LEFT」をリリース。
- 12月11日・12日、単独コンサート「WOODZ LIVE 2021 ‘The Invisible City’」を開催。

### 2022年
- 5月4日、4thミニアルバム「COLORFUL TRAUMA」をリリース[11]。
- 10月5日、UNIQとしてデビューから共にしてきたYUEHUAエンターテインメントとの専属契約が終了[12]。
- 10月25日、EDAMエンターテインメントと専属契約を締結[13]。

### 2023年
- 4月26日、5thミニアルバム「OO-LI」をリリース。
- 5月20日-7月14日、デビュー後初のワールドツアー「2023 WOODZ WORLD TOUR‘OO-LI'」を開催。ソウル、マカオ、ジャカルタ、クアラルンプール、マニラ、大阪、横浜、バンコク、メキシコ、リマ、サンティアゴ、サンパウロといった12都市で全14公演を行った。日本では初の単独公演となり、2都市でライブハウスツアーを成功させた[14]。
- 10月28日-12月17日、アンコールワールドツアー「2023 WOODZ WORLD TOUR‘OO-LI and'」を開催。ソウルを皮切りに大阪、名古屋、横浜、台北、ロサンゼルス、サンフランシスコ、シカゴ、ヒューストン、アトランタ、ニューヨーク、バンコクといった12都市で全13公演を行った[15]。日本では3都市でのホールツアーを成功させた[16]。
- 12月18日、デジタルシングル「AMNESIA」をリリース[17]。

### 2024-25年
2024年
- 1月19日、蚕室室内体育館で『WOODZ World Tour 'OO-LI' FINALE』を開催[18][19]。
- 1月22日、入隊。陸軍軍楽隊として国防の義務を果たす[20][21]。
- 10月5日、KBS2の音楽番組「不朽の名曲2」国軍の日特集に出演。放送後、軍服を着て「Drowning」を熱唱する映像がオンラインのコミュニティとSNSを中心に話題を呼び、音源チャートの逆走（再ブレイク）につながった。番組でのパフォーマンス動画再生回数が1260万回を突破。
- 10月10日、「Drowning」が音楽チャートMelonのメインチャート「トップ100」に初めてチャートイン。

2025年
- 5月7日、「Drowning」のチャート逆走は止まらず、着実に順位を上げ続け、ついにMelonのメインチャート「トップ100」で1位を記録。さらにGenie、YouTube Music、Apple Musicといった主要音源プラットフォームでも1位を獲得し、WOODZの根強い影響力を証明した[22]。
- 5月11日・6月22日、SBS「人気歌謡」で1位を獲得[23]。
- 7月21日、除隊予定。
- 8月、日本最大級の音楽フェス「SUMMER SONIC 2025」への出演も予定している。

## 人物
- 中国語と英語、ポルトガル語が話せる[24]。

## ディスコグラフィ

### ミニアルバム
| No. | タイトル                           | 収録曲 | Gaon チャート （週間） | 売上枚数  |
| --- | ---------------------------------- | --- | ---------------------- | --------- |
| 1st | EQUAL （2020年6月29日）            | 1. LIFT UP 2. Accident 3. 파랗게 (Love Me Harder) 4. NOID 5. Waikiki（Feat. Colde） 6. BUCK（Feat. Punchnello） 7. 주마등   | 4位                    | 142,996枚 |
| 2nd | WOOPS！ （2020年11月17日）         | 1. 방아쇠 (Trigger) 2. BUMP BUMP 3. 내 맘대로 (On my own) 4. Thanks to 5. Sweater (Feat. JAMIE) 6. Tide                     | 2位                    | 91,677枚  |
| 3rd | ONLY LOVERS LEFT （2021年10月5日） | 1. Multiply 2. Thinkin' bout you 3. Sour Candy 4. Kiss of fire 5. Chaser 6. WAITING                                         |                        |           |
| 4th | COLORFUL TRAUMA （2022年5月4日）   | 1. Dirt on my leather 2. HIJACK 3. 난 너 없이 (I hate you) 4. Better and better 5. 안녕이란 말도 함께 (Hope to be like you) |                        |           |
| 5th | [OO-LI] （2023年4月26日）          | 1. Deep Deep Sleep 2. Journey 3. Drowning 4. Busted 5. Who Knows 6. Ready to Fight 7. 심연 (ABYSS)                          |                        |           |

### シングル
| No. | タイトル              | 収録曲                                         | 形態            | Gaon チャート （週間） | 売上枚数 |
| --- | --------------------- | ---------------------------------------------- | --------------- | ---------------------- | -------- |
| 1st | SET （2021年3月15日） | 1. FEEL LIKE 2. Touché (Feat. MOON) 3. Rebound | SET1 Ver. (CD)  | 4位                    | 79,449枚 |
| 1st | SET （2021年3月15日） | 1. FEEL LIKE 2. Touché (Feat. MOON) 3. Rebound | SET2 Ver. (CD)  | 4位                    | 79,449枚 |
| 1st | SET （2021年3月15日） | 1. FEEL LIKE 2. Touché (Feat. MOON) 3. Rebound | Kit Album (Kit) | 25位                   |          |

### デジタルシングル
Luizy
| No. | タイトル                    | 収録曲                                                                      |
| --- | --------------------------- | --------------------------------------------------------------------------- |
| 1st | RECIPE （2016年7月29日）    | 1. RECIPE（With. 플로우식（Flowsik) )                                       |
| 2nd | Baby Ride （2016年8月14日） | 1. Baby Ride（Feat. ヒョンシク of BTOB） 2. 요즘 뭐 해（How Have You Been） |

WOODZ
| No. | タイトル                                  | 収録曲                     |
| --- | ----------------------------------------- | -------------------------- |
| 1st | POOL [pu:l] （2018年5月12日）             | 1. POOL（Feat. Sumin）     |
| 2nd | DIFFERENT （2018年7月21日）               | 1. DIFFERENT               |
| 3rd | 아무의미（Meaningless） （2018年11月2日） | 1. 아무의미（Meaningless） |
| 4th | LULLABY （2021年8月27日）                 | 1. LULLABY                 |
| 5th | AMNESIA （2023年12月18日）                | 1. AMNESIA 2. BEHIND       |

### OST
| タイトル                                         | 収録曲                                                              | 備考                                             |
| ------------------------------------------------ | ------------------------------------------------------------------- | ------------------------------------------------ |
| 해가 될까 (환승연애 OST) （2021年7月2日）        | 1. 해가 될까 (SUN OR SUCK) 2. 해가 될까 (Inst.)                     | 恋愛リアリティ番組「환승연애 (乗り換え恋愛)」OST |
| 월간집 OST Part.5 （2021年7月15日）              | 1. There For You (Prod. AVIN) 2. There For You (Prod. AVIN) (Inst.) | JTBC水木ドラマ「월간집 (恋するイエカツ)」OST     |
| 유미의 세포들 시즌2 OST Part 1 （2022年6月10日） | 1. About You 2. About You (Inst.)                                   | 「ユミの細胞たちシーズン2」OST                   |

### 参加楽曲
Luizy
- Luizy, ヒョンシク(BTOB)「혼밥」（2017年6月24日）- 싱포유 (Sing For You) OST
- イ・ギグァン「꿈 (Feat. Luizy)」（2017年9月4日）- イ・ギグァン1stミニアルバム『ONE』に収録

WOODZ
- EDEN「춤 (Feat. WOODZ)」（2018年2月8日）-『RYU:川』に収録
- KILLARGRAMZ「파도 (Feat. WOODZ)」（2018年6月22日）-『HUE.休』に収録
- EDEN, Babylon, WOODZ「Drive」（2018年8月30日）-『EDEN_STARDUST.04』に収録
- パク・ジミン「전화받아 Pick Up The Phone (Feat. Kino, WOODZ,Nathan)」（2018年9月4日）-『jiminxjamie』に収録
- Kriz「Bad (Feat. WOODZ)」（2018年9月21日）-『Bad』に収録
- Primary「Bless You (Feat. 샘김, WOODZ, pH-1)」（2020年11月4日）
- GEMINI「MIA (Feat. CAMO, WOODZ)」（2021年11月16日）
- BOYCOLD 「FINE(Feat.SOMA, WOODZ)」(2022年7月14日) -『Daft Love』に収録

PRODUCE X 101
- 2019年3月21日 - X1-MA - 「_지마 (X1-MA)」
- 2019年7月5日 - PRODUCE X 101 - 31 Boys 5 Concepts - 「움직여（MOVE）」（SIXC（6 crazy）名義）
- 2019年7月20日 - PRODUCE X 101 - FINAL - 「To My World」「꿈을 꾼다 (Dream For You)」

## 作詞作曲
- WOODZ名義でリリースしたほとんどの楽曲において作詞・作曲を手掛けている。

| アーティスト         | 楽曲 |
| -------------------- | --- |
| EDEN                 | - 93 - 共同作曲。EP「RYU:川」に収録。 - 춤 (Feat. WOODZ) - 共同作詞。EP「RYU:川」に収録。                                         |
| KILLAGRAMZ           | - 파도 (Feat. WOODZ) - 共同作詞・作曲。EP「HUE. 休」に収録。                                                                      |
| SUPER JUNIOR-D&E     | - 백야(白夜) (Evanesce Ⅱ) - 共同作曲。2ndミニアルバム「Bout You」に収録。                                                         |
| JUN                  | - Hold It Down - 単独作詞・共同作曲。デジタルシングル「Hold It Down」に収録。                                                     |
| JAMIE (パク・ジミン) | - 전화받아 (Feat. 키노 (KINO), WOODZ, 네이슨 (NATHAN)) - 共同作詞・作曲。2ndミニアルバム「jiminxjamie」に収録。                   |
| Babylon              | - Sincerity (Feat. Sophiya) - 共同作詞・作曲。1集アルバム「CAELO」に収録。 - Drive - 共同作詞・作曲。1集アルバム「CAELO」に収録。 |
| Kriz                 | - Bad (Feat. WOODZ) - 共同作詞・作曲。デジタルシングル「Bad」に収録。                                                             |
| GroovyRoom           | - 행성 (This Night) (Feat. Blue.D, Jhnovr) - 共同作曲。デジタルシングル「THIS NIGHT」に収録。                                     |
| ONF                  | - Ice & Fire - 共同作曲。3rdミニアルバム「WE MUST LOVE」に収録。                                                                  |
| SURAN                | - 전화끊지마 (Feat. pH-1) - 共同作詞・作曲。EP「Jumpin'」に収録。                                                                 |
| ラビ＆ウナ           | - BLOSSOM (Prod. Groovyroom) - 共同作曲。デジタルシングル「THE LOVE OF SPRING」に収録。                                           |
| Primary              | - Bless You (Feat. 샘김, WOODZ, pH-1) - 共同作詞・作曲。デジタルシングル「Bless You」に収録。                                     |
| GEMINI               | - MIA (Feat. CAMO, WOODZ) - 共同作詞                                                                                              |
| YENA                 | - The Ugly Duckling - 共同作曲。3rdミニアルバム「Good Morning」に収録。                                                           |

## 出演

### TV
- SHOW ME THE MONEY 5 (Mnet、2016年5月13日、20日、27日)
- PRODUCE X 101 (Mnet、2019年5月3日-7月19日)
- 타임아웃 Time Out (STATV、2021年10月10日-12月16日)
- MAMA THE IDOL (tvN、2021年12月10日- 2022年2月4日)

### ラジオ
- Jukjae's Night Time Studio (Naver Now Radio、2021年4月12-16日)
- ヤングストリート（SBSパワーFM、2021年7月15日- 2022年11月22日）[32]
- IDOL RADIO 第二シーズン (UNIVERSE、2022年5月16- 6月20日 )

## 公演

### コンサート
| 開催年 | 公演名                                 | 日程           | 会場                                         |
| ------ | -------------------------------------- | -------------- | -------------------------------------------- |
| 2020年 | 2020 WOODZ：NOT JUST A CONCERT - W BOX | 9月27日        | オンラインコンサート                         |
| 2021年 | WOODZ LIVE 2021 The Invisible City     | 12月11日・12日 | 韓国 ソウル SKオリンピックハンドボール競技場 |
| 2023年 | 2023 WOODZ World Tour 'OO-LI'          | 5月20日・21日  | 韓国 ソウル 奨忠体育館                       |
| 2023年 | 2023 WOODZ World Tour 'OO-LI'          | 5月28日        | マカオ                                       |
| 2023年 | 2023 WOODZ World Tour 'OO-LI'          | 6月3日         | インドネシア ジャカルタ                      |
| 2023年 | 2023 WOODZ World Tour 'OO-LI'          | 6月11日        | マレーシア クアラルンプール                  |
| 2023年 | 2023 WOODZ World Tour 'OO-LI'          | 6月17日        | フィリピン マニラ                            |
| 2023年 | 2023 WOODZ World Tour 'OO-LI'          | 6月27日        | 日本 大阪府 Zepp Namba                       |
| 2023年 | 2023 WOODZ World Tour 'OO-LI'          | 6月28日        | 日本 神奈川県 KT Zepp Yokohama               |
| 2023年 | 2023 WOODZ World Tour 'OO-LI'          | 7月1日・2日    | タイ バンコク                                |
| 2023年 | 2023 WOODZ World Tour 'OO-LI'          | 7月6日         | メキシコ                                     |
| 2023年 | 2023 WOODZ World Tour 'OO-LI'          | 7月9日         | ペルー リマ                                  |
| 2023年 | 2023 WOODZ World Tour 'OO-LI'          | 7月11日        | チリ サンティアゴ                            |
| 2023年 | 2023 WOODZ World Tour 'OO-LI'          | 7月14日        | ブラジル サンパウロ                          |
| 2023年 | 2023 WOODZ World Tour 'OO-LI and'      | 10月28日・29日 | 韓国 ソウル SKオリンピックハンドボール競技場 |
| 2023年 | 2023 WOODZ World Tour 'OO-LI and'      | 11月6日        | 日本 大阪府 フェスティバルホール             |
| 2023年 | 2023 WOODZ World Tour 'OO-LI and'      | 11月8日        | 日本 愛知県 センチュリーホール               |
| 2023年 | 2023 WOODZ World Tour 'OO-LI and'      | 11月10日       | 日本 神奈川県 パシフィコ横浜 国立大ホール    |
| 2023年 | 2023 WOODZ World Tour 'OO-LI and'      | 11月18日       | 台北                                         |
| 2023年 | 2023 WOODZ World Tour 'OO-LI and'      | 11月30日       | LA                                           |
| 2023年 | 2023 WOODZ World Tour 'OO-LI and'      | 12月2日        | サンフランシスコ                             |
| 2023年 | 2023 WOODZ World Tour 'OO-LI and'      | 12月4日        | シカゴ                                       |
| 2023年 | 2023 WOODZ World Tour 'OO-LI and'      | 12月6日        | ヒューストン                                 |
| 2023年 | 2023 WOODZ World Tour 'OO-LI and'      | 12月8日        | アトランタ                                   |
| 2023年 | 2023 WOODZ World Tour 'OO-LI and'      | 12月11日       | ニューヨーク                                 |
| 2023年 | 2023 WOODZ World Tour 'OO-LI and'      | 12月17日       | タイ バンコク                                |
| 2024年 | WOODZ World Tour 'OO-LI ' FINALE       | 1月19日        | 韓国 ソウル 蚕室総合運動場                   |

### ショーケース
- WOODZ 1ST MINI ALBUM [EQUAL] SHOWCASE（2020年6月29日）
- 「EQUAL」発売記念 タイ単独オンラインイベント（2020年8月4日）
- WOODZ 2ND MINI ALBUM [WOOPS!] SHOWCASE（2020年11月17日）
- WOODZ SINGLE ALBUM [SET] SHOWCASE（2021年3月15日）
- WOODZ 3RD MINI ALBUM [ONLY LOVERS LEFT] SHOWCASE（2021年10月5日）

### その他
- KCON:TACT season2（2020年10月18日、オンライン開催）
- KCON:TACT 3（2021年3月21日、オンライン開催）[34]
- KCON:TACT HI 5（2021年9月24日、オンライン開催）[35]
- 第12回仁川K-POPコンサート（2021年9月25日、オンライン開催）[36]
- 2021 SBS歌謡大祭典（2021年12月25日、仁川南東体育館）
- 2025 SBS歌謡大典 Summer（2025年7月27日（予定）、一山KINTEX）
- SUMMER SONIC 2025（2025年8月16日・17日（予定）、大阪万博記念公園・ZOZOマリンスタジアム＆幕張メッセ）
- SOUND PLANET FESTIVAL 2025（2025年9月14日（予定）、仁川パラダイスシティ）

## 受賞歴

### 授賞式
- 2021年 Asia Artist Awards - アイコン賞

### 音楽番組
- WAITING
  - 2021年10月12日: SBS MTV「THE SHOW」※デビュー後初の1位[37]
- Drowning
  - 2025年5月11日: SBS「人気歌謡」
  - 2025年6月22日: SBS「人気歌謡」